# شاهرخ بن تيمورلنك
شاهرُخ بنُ تيمورلَنك (بالفارسية: شاهرُخ وهذا الاسم يعني «وجه ملكٍ»؛ 779 هـ / 1377م – 851 هـ / 1447م) هو الخان معين الدين، سلطان هراة، وسمرقند، وبخارى وشيراز، من بلاد العجم وغيرها. ملك البلاد بعد ابن أخيه خليل بن ميران شاه بن تيمورلنك. وكان ملكًا عادلًا دينًا خيرا.

## حياته
لما مات تيمور بأهنكران من شرقي سمرقند، وثب خليل على الأمر وتسلطن. وبلغ شاهرخ هذا الخبر في هراة، فجمع ومشي عليه، ووقع بينهما حروب وخطوب إلى أن ملك شاهرخ، واستقل بممالك العجم وعراقة، وعظم أمره وهابته الملوك، وحمدت سيرته، وشكرت أفعاله، وقدمت رسله إلى البلاد المصرية مرارًا عديدة.
وراسلته ملوك مصر، إلى أن تسلطن الملك الأشرف برسباي، وقع بينهما وحشة بسبب طلب شاهرخ هذا أن يكسو البيت الشريف، فأبى الأشرف وخشن له الجواب. وترددت الرسل بينهما مرارًا، واحتج شاهرخ أنه نذر أن يكسو البيت الشريف، فلم يلتفت الأشرف إلى كلامه، ورد قصاده إليه بالخيبة. ثم أرسل بعد ذلك شاهرخ بجماعة آخر وزعم أنهم أشراف، وعلى يدهم خلعة للملك الأشرف برسباي، فجلس الأشرف مجلسًا عامًا للحكم بالإصطبل السلطاني على عادة الملوك، ثم طلب القصاد المذكورين، فحضروا ومعهم الخلعة، فأمر بها الأشرف فمزقت شذر مذر، ثم أمر بضرب حاملها عظيم القصاد، فضرب بين يدي السلطان ضربًا مبرحًا أشرف منه على الهلاك، ثم ضرب الباقين، ثم أمر بهم فألقوا في فسقية ماء بالإصطبل السلطاني منكوسين، رءوسهم إلى أسفل وأرجلهم إلى فوق، والأوجاقية تمسكهم بأرجلهم، واستمروا يغمسونهم في الماء حتى أشرفوا على الهلاك، ولا يستجرئ أحد من الأمراء يشفع فيهم ولا يتكلم لشدة غضب السلطان في أمرهم بكلمة واحدة، والسلطان يسب شاهرخ جهارا، ويحط من قدره، على أنه كان قليل الفحش والسب لآحاد الناس، وصار لونه يتغير لعظم حنقه، ثم طلب القصاد إلى بين يديه، وحدثهم بكلام طويل، سمعت غالبه، محصوله أنه قال لهم: قولوا لشاهرخ الكلام الكثير ما يصلح إلا من النساء، وأما الرجال فإن كلامهم فعل لا سيما الملوك، وها أنا قد أبدعت فيكم كسرًا لحرمة شاهرخ، فإن كان له مادة وقوة فيتقدم ويسير إلى نحوي، وأنا ألقاه حيث شاء، وإن كان بعد ذلك ما ينتج منه أمر فكلامه كله فشار، وهو أفشر من كلامه، وكتب له بأشياء من هذا المعنى، وانفض الموكب، فتحقق كل واحد بمجيء شاهرخ إلى البلاد الشامية، وقاسوا على أنه ما أرسل هذه الخلعة إلا وهو قد تهيأ للقتال، وقد أفحش الأشرف أيضًا وأمعن في الجواب.
فلما بلغ القان شاهرخ ما فعل الأشرف بقصاده، ما زاده ذلك إلا رعبًا، وسكت عن كسوة الكعبة، ولم يذكرها بعد ذلك إلى أن مات الملك الأشرف، وآل الملك إلى الملك الظاهر جقمق، بعث شاهرخ رسله إلى الملك الظاهر بهدايا وتحف، وأظهر السرور الزائد بسلطنته، وأنه لما بلغه سلطنة الملك الظاهر جقمق دقت البشائر بهراة وزينت له أيامًا، فأكرم الملك الظاهر جقمق قصاده وأنعم عليهم، ثم بعث السلطان إليه في الرسلية الأمير ششك بغا دوادار السلطان بدمشق فتوجه إليه وعاد إلى السلطان الملك الظاهر جقمق بأجوبة مرضية.
ثم بعد ذلك في سنة 846هـ، أرسل شاهرخ يستأذن في إرسال ما نذر قديمًا أنه يكسو الكعبة، فأذن له السلطان الملك الظاهر جقمق في ذلك، فأرسل شاهرخ بعد ذلك كسوة للكعبة. فصعب ذلك على الأمراء وعلى أعيان الديار المصرية، فلم يلتفت السلطان لكلامهم، وأمر أن يأخذها ناظر الكسوة بالقاهرة، ويبعثها كي تلبس من داخل البيت، وتكون كسوة السلطان من خارج البيت على العادة، يقول المؤرخ ابن تغري بردي: «ورأيت أنا الكسوة المذكورة، وما أظنها تساوي ألف دينار.» واستمرت الصحبة بين الملك الظاهر جقمق وبين شاهرخ إلى أن مات شاهرخ في سنة 851هـ.
كان خرج لقتال حفيده محمد سلطان بن بايسنقر بن شاهرخ، وتولى الملك من بعده حفيده علاء الدولة بن بايسنقر، نصبته جدته لأبيه كوهرشاد خاتون، أرادت بولاية علاء الدولة المذكور، وعدم ولايتها ولدها ألغ بك صاحب سمرقند، أن يكون الأمر إليها. فلما سمع ألغ بك ذلك عز عليه، وحشد ومشى على والدته كوهرشاد المذكورة وعلى ابن أخيه علاء الدولة بن بايسنقر، ووقع له معهما أمور وحوادث. ثم قُتل ألغ بك على يد ابنه عبد اللطيف ميرزا، واستمرت الفتنة بين بني تيمور بعد موت شاهرخ، وبعد قتل ولده ألغ بك صاحب سمرقند.
وكان شاهرخ ملكًا عادلًا دينًا خيرًا، فقيهًا متواضعًا، محببًا لرعيته، غير محجوب عنهم، لم يسلك طريقة والده تيمور. وكان يحب أهل العلم والصلاح، ويكرمهم ويقضي حوائجهم. وكان متضعفًا في بدنه، يعتريه مرض الفالج فلا يزال يتداوى منه. وكان يحب السماع الطيب، وله حظ منه، بل كان يعرف يضرب بالعود، وكان ينادمه الأستاذ عبد القادر بن الحاج غيبى ويختص به. وكان له حظ من العبادة وله أوراد هائلة، لم يزل غالب أوقاته على طهارة كاملة، مستقبل القبلة والمصحف بين يديه، وكان مسيكًا لا يصرف المال إلا لحقه.